# Memoria nano
Memoria nano (MN) es un formato de tarjeta de memoria patentado desarrollado por Huawei en 2018. 
Las tarjetas MN tienen el mismo tamaño que una tarjeta nano SIM, por lo que se pueden utilizar en las mismas ranuras que las nano SIM.  Son más pequeñas que las tarjetas micro SD, lo que libera espacio y reduce el peso en los diseños de teléfonos inteligentes. 
Utilizan el protocolo eMMC 4.5  y funcionan con velocidades de lectura de 90 MB/s. 
A partir de 2021, las tarjetas solo eran compatibles con los teléfonos Huawei, sin embargo, también son fabricadas por Lexar. Los tamaños disponibles son 64 GB, 128 GB, 256 GB y 512 GB.  Son más caras que las tarjetas SD. 

## Dispositivos con soporte para memoria nano
A febrero de 2025, los siguientes dispositivos admiten tarjetas de memoria Nano:
- Huawei Mate 20/Pro/RS/X/X (5G) [9]
- Serie Huawei Mate 30
- Serie Huawei Mate 40
- Serie Huawei Mate 50
- Serie Huawei Mate 60
- Huawei MatePad Pro
- Huawei MatePad Pro (2021)
- Huawei Nova 5/Pro/5i/5i Pro/5z
- Huawei Nova 6 SE
- Huawei Nova 7 SE 5G/SE 5G Juvenil/ 7i
- Huawei P30/Pro/Pro Nueva Edición [9]
- Huawei P40/4G/Pro/Pro+ / lite 5G
- Serie Huawei P50
- Serie Huawei P60